# Arene lychee
Arene lychee é uma espécie de molusco gastrópode marinho da família Areneidae, descrita em 2018 com base em espécimes coletados no Banco de Canopus, um monte submarino localizado a aproximadamente 190 km da costa de Fortaleza, Ceará, Brasil. O nome da espécie foi inspirado na semelhança visual entre sua concha e o fruto da lichieira Litchi chinensis, apresentando uma forma aproximadamente esférica e superfície coberta por projeções pontiagudas, além de um ápice amarelo que reforça essa analogia.
A concha de A. lychee é relativamente grande para o gênero, com altura variando entre 7 e 9 mm, ligeiramente mais alta do que larga, e exibe um padrão de cores vibrantes que vai do vermelho intenso ao branco. Possui de 3 a 8 cordões espirais proeminentes adornados com espinhos ocos semelhantes a escamas, separados por espaços profundos esculpidos com linhas de crescimento axiais (verticais) finas e compactadas. A abertura é arredondada e branco-rosada, e a base da concha é convexa, com cordões espirais adicionais e um umbigo estreito e raso. Como a descrição original foi baseada em conchas vazias, o opérculo desta espécie é desconhecido.
Arene lychee é conhecida apenas em sua localidade tipo, o Banco de Canopus, que abriga uma fauna de invertebrados altamente diversificada, incluindo muitas espécies endêmicas. A espécie habita fundos coralinos de águas profundas, em profundidades de 200 a 260 metros, onde o substrato é predominantemente biogênico, consistindo em partículas calcárias de restos de animais mistos, como corais duros fragmentados, crustáceos, equinodermos e conchas de moluscos.

## Taxonomia e nomenclatura
Arene lychee pertence à família Areneidae. Os membros desta família são conhecidos por suas conchas coloridas e muitas vezes ricamente esculturadas, que contrastam com a aparência geralmente mais opaca das conchas da família Liotiidae, que é proximamente relacionada. As características típicas do grupo incluem uma concha com escultura espiral (no sentido das voltas da concha) proeminente, abertura tangencial (deslocada lateralmente) com dentículos e um lábio externo precedido por uma curta expansão da volta do corpo.
Dentro desta família, espécies do gênero Arene, incluindo A. lychee, são especialmente conhecidas por suas conchas ricamente texturizadas, embora o grau de escultura possa variar significativamente. A maioria das espécies apresenta múltiplos cordões espirais ou carenas ao redor da periferia da concha. Uma característica comum no gênero, claramente observada em A. lychee, é a presença de projeções semelhantes a escamas ocas ou tubérculos em um ou mais dos principais cordões espirais.
O nome da espécie, lychee, foi inspirado pela semelhança visual entre a concha deste caracol e o fruto da lichieira (Litchi chinensis). Assim como a fruta, a concha é aproximadamente esférica e tem a superfície coberta de projeções pontiagudas. O ápice amarelo da concha e a coloração geral corroboram ainda mais essa semelhança.

## Descrição
Arene lychee tem uma concha relativamente grande, troquiforme (com forma aproximadamente cônica), com altura que varia de 7 a 9 mm. A concha é ligeiramente mais alta do que larga, com um padrão de cores vibrantes que varia do vermelho intenso ao branco. Os cordões espirais (no mesmo sentido das voltas) da concha são mais escuros, e a base é mais clara, com ápice (topo, a parte mais antiga da concha) amarelo. A concha apresenta de 3 a 8 cordões espirais proeminentes adornados com espinhos ocos semelhantes a escamas. Esses cordões são separadas por espaços profundos, que são esculpidos com linhas de crescimento axiais (verticais, ou no sentido do comprimento da concha do topo à base) finas e compactadas. A abertura da concha é arredondada e branco-rosada. A base da concha é convexa, com cordões espirais adicionais e um umbigo estreito e raso. Como a descrição original foi baseada em conchas vazias, o opérculo desta espécie é desconhecido.
Entre as espécies próximas, a concha da A. lychee é a mais parecida com a da espécie caribenha Arene briareus, compartilhando padrões de cores e tamanho. Entretanto, A. lychee difere por ter menos cordões espirais, espinhos maiores e mais pronunciados e um formato troquiforme mais pronunciado com um perfil mais reto. É também pelo menos 25% maior do que a maioria das outras espécies brasileiras do gênero Arene, exceto Arene flexispina, da qual pode ser distinguida por sua concha vermelha geral com um ápice amarelo (em oposição ao marrom-avermelhado em A flexispina) e também por sua base mais grosseiramente esculpida.

## Distribuição
Esta espécie é conhecida apenas em sua localidade tipo, o Banco de Canopus, localizado a aproximadamente 190 km da costa de Fortaleza, Ceará, Brasil. A espécie habita fundos coralinos de águas profundas, em profundidades de 200 a 260 metros. Canopus é um monte submarino, uma montanha submersa que se ergue do fundo do oceano, abrigando uma fauna de invertebrados altamente diversificada, incluindo muitas espécies endêmicas. O substrato de Canopus é predominantemente biogênico, consistindo em partículas calcárias de restos de animais mistos, como corais duros fragmentados, crustáceos, equinodermos e conchas de moluscos.